# Betinho (futebolista de areia)
Roberto Luís de Araújo, mais conhecido como Betinho (Rio de Janeiro, 16 de dezembro de 1977), é um ex-futebolista de areia brasileiro.

## Títulos
Vasco da Gama
- Campeão do Mundialito de Clubes de Futebol de Areia (2011)
- Campeão da Copa Brasil (2014)
- Campeão do Circuito Brasileiro de Futebol de Areia (2013/14)
- Campeão da I Etapa do Circuito Brasileiro de Futebol de Areia - Vitória (ES) (2013)
- Campeão da IV Etapa do Circuito Brasileiro de Futebol de Areia - Serra (ES) (2014)
- Campeão do Campeonato Carioca (2014)
- Campeão do Desafio Internacional Guara Plus de Beach Soccer (2012)

Botafogo
- Campeão da Copa Brasil de Futebol de Areia (2011)
- Campeão do Desafio CEFAN (Vasco x Botafogo) (2011)

Anchieta
- Campeão do Campeonato Capixaba (2013)

Seleção Brasileira
- Tetracampeão da Copa do Mundo de Futebol de Areia (2006, 2007, 2008, 2009)
- Pentacampeão das Eliminatórias para a Copa do Mundo de Futebol de Areia (2005, 2006, 2008, 2009, 2011)
- Tetracampeão do Mundialito de Futebol de Praia (2004, 2005, 2006, 2007)
- Campeão da Copa Intercontinental (2014)
- Campeão da Copa Sul-Americana (2015)
- Tetracampeão da Copa Latina (2003, 2004, 2005, 2006)
- Bicampeão do Campeonato Sul-Americano de Futebol de Areia (2008, 2015)
- Campeão do Pro Beach Soccer Tour Durban (2006)
- Copa Ciudad de Encarnación (2012)[3]
- Ouro nos Jogos Sul-Americanos de Praia (2009)

## Campanhas de Destaque
Vasco da Gama
- Terceiro lugar no Mundialito de Clubes de Futebol de Areia (2013)
- Terceiro lugar na III Etapa do Circuito Brasileiro de Futebol de Areia - São Luís (MA) (2014)

Seleção Brasileira
- Vice-campeão da Copa do Mundo de Futebol de Areia (2011)
- Terceiro lugar na Copa do Mundo de Futebol de Areia (2005)

## Ver Também
- Futebol de areia
- Seleção Brasileira de Futebol de Areia

## Ligações Externas
- Ficha na CBBS